# 749
749 је била проста година.

## Догађаји
- Лангобардски краљ Рачис опседа Перуђу, али га је папа Захарија убедио да укине опсаду. Његова одлука да укине опсаду Перуђе подрива његов ауторитет међу лангобардским племством и на крају резултира тиме да га племство свргне на сабору у Милану. Краљ Рачис је приморан да се повуче са својом породицом у манастир у Монте Касину.
- Јун – Аистулф наслеђује свог брата Ратчиса на месту краља Лангобарда и жени се Гисалтрудом, сестром Анселма, војводе од Фурланије.
- Краљ Елфвалд од Источне Англије умире после 36-годишње владавине. Наследили су га Беона, Етхелберхт и Хун. Беона се појављује као доминантни монарх.
- Краљ Етелбалд од Мерсије сазива Гамлијски сабор, на иницијативу Бонифатија, бискупа Мајнца, и издаје повељу која ослобађа Католичку цркву свих јавних терета.
- Абасидска револуција: муслиманске снаге под вођством Кахтабе ибн Шабиба ал-Таија побеђују велику војску Омејада (50.000 људи) у Исфахану и нападају Ирак, заузимајући град Куфу.
- Абдаллах ибн Абд ал-Малик, омејадски принц, погубљен је разапињањем по наређењу првог абасидског халифе, Абдулаха ибн Мухамеда, у Ал-Хираху.
- 18. јануар – Земљотрес у Галилеји: Палестина и источни Трансјордан су разорени земљотресом. Градови Тиберијада, Бејт Шеан, Хипос и Пела су у великој мери уништени.
- 18. фебруар – Как Иипиај Чан Кавил постаје нови владар мајанске градске државе Копан у Хондурасу након смрти Как Тилив Чан Иопата, који је владао од 738.
- 19. август – Цар Шому абдицира са престола, након 25-годишње владавине којом су доминирале његова жена, Комјо, којим се оженио са 16 година. Наследила га је ћерка Кокен; Шому постаје први пензионисани цар који је постао будистички свештеник.
- 28. октобар – Абдулах ибн Мухамед је проглашен калифом у Куфи од стране његових присталица.

## Смрти
- Свети Јован Дамаскин